# تیم ملی فوتبال زنان ژاپن
تیم ملی فوتبال زنان ژاپن یا ناداشیکوی ژاپن نماینده زنان این کشور در رده ملی است. این تیم با حذف تیم ایالات متحده آمریکا در فینال جام جهانی فوتبال زنان ۲۰۱۱ با ضربات پنالتی به عنوان نخستین تیم آسیایی که موفق به کسب این جام شده است شناخته شد.

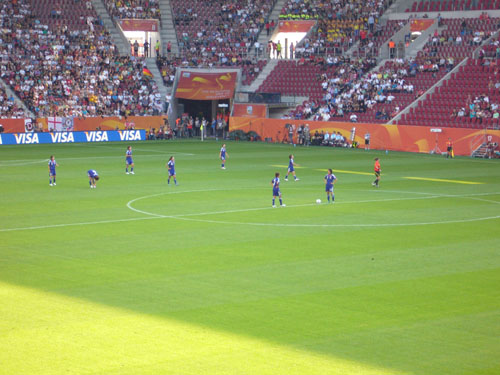
ژاپن - انگلستان (۲۰۱۱)